# Александровский (Кабардино-Балкария)
Алекса́ндровский — хутор в Прохладненском районе Кабардино-Балкарской Республики. Входит в состав муниципального образования «Сельское поселение Благовещенка».

## География
Хутор расположен в юго-западной части Прохладненского района. Находится в 23 км к юго-западу от районного центра Прохладный и в 48 км к северо-востоку от города Нальчик (по дороге).
Граничит с землями населённых пунктов: Алтуд на северо-востоке, Петропавловский на востоке, Ново-Осетинский на юго-западе, Цораевский на западе и Саратовский на севере.
Населённый пункт расположен на наклонной Кабардинской равнине, в равнинной зоне республики. Средние высоты на территории хутора составляют 283 метров над уровнем моря. Рельеф местности представляет собой в основном предгорные волнистые равнины с общим уклоном с юго-запада на северо-восток. К северу от хутора тянутся бугристые возвышенности.
Гидрографическая сеть на территории сельского поселения представлена в основном рекой Баксанёнок и родниковым ручьём Чёрная Речка. Благодаря близкому залеганию грунтовых вод к поверхности земли, селение высоко обеспечена водой. К западу от хутора расположено озеро Любительское, к востоку озеро Мельничное.
Климат влажный умеренный с тёплым летом и прохладной зимой. Амплитуда температуры воздуха колеблется от средних +23,0°С в июле, до средних −2,5°С в январе. Среднегодовая температура составляет +10,5°С. Среднегодовое количество осадков составляет около 600 мм.

## История
Хутор основан в 1902 году переселенцами из Центральных губерний Российской империи.
В 1924 году хутор включён в состав новообразованного Первомайского сельсовета (сельское поселение Благовещенское).
Хутор слился с селениями Ново-Осетинский на западе и Петропавловский на востоке. Населённые пункты сельского поселения Благовещенка ныне фактически представляют собой один населённый пункт.

## Население
| 2002 | 2010 | 2021 |
| ---- | ---- | ---- |
| 286  | ↘282 | ↘176 |

Национальный состав
По данным Всероссийской переписи населения 2010 года:
| Народ   | Численность, чел. | Доля от всего населения, % |
| ------- | ----------------- | -------------------------- |
| русские | 197               | 69,9 %                     |
| осетины | 50                | 17,7 %                     |
| армяне  | 11                | 3,9 %                      |
| другие  | 24                | 8,5 %                      |
| всего   | 282               | 100 %                      |

По данным Всероссийской переписи населения 2021 года:
| Народ               | Численность, чел. | Доля от всего населения, % |
| ------------------- | ----------------- | -------------------------- |
| русские             | 113               | 64,20 %                    |
| кабардинцы          | 31                | 17,61 %                    |
| балкарцы            | 11                | 6,25 %                     |
| осетины             | 10                | 5,69 %                     |
| другие / не указано | 11                | 6,25 %                     |
| всего               | 176               | 100,0 %                    |

Половозрастной состав
По данным Всероссийской переписи населения 2010 года:
| Возраст     | Мужчины, чел. | Женщины, чел. | Общая численность, чел. | Доля от всего населения, % |
| ----------- | ------------- | ------------- | ----------------------- | -------------------------- |
| 0 — 14 лет  | 20            | 18            | 38                      | 13,5 %                     |
| 15 — 59 лет | 85            | 83            | 168                     | 59,6 %                     |
| от 60 лет   | 25            | 51            | 76                      | 26,9 %                     |
| Всего       | 130           | 152           | 282                     | 100,0 %                    |

Мужчины — 130 чел. (46,1 %). Женщины — 152 чел. (53,9 %).
Средний возраст населения — 42,6 лет. Медианный возраст населения — 40,8 лет.
Средний возраст мужчин — 39,2 лет. Медианный возраст мужчин — 38,0 лет.
Средний возраст женщин — 45,5 лет. Медианный возраст женщин — 43,3 лет.

## Инфраструктура
Основные объекты социальной инфраструктуры расположены на территории хутора (микрорайона) — Ново-Осетинский.

## Улицы
На территории хутора зарегистрировано 1 улица и 2 переулка:

| переулок Кирова |

| улица Ленина |

| переулок Школьный |